# Prvenstvo Hrvatske u nogometu za kadete 1994./95.
Kadetski prvaci Hrvatske u nogometu za sezonu 1994./95. su bili nogometaši Hajduka iz Splita.

## Prvi rang
Prvo je igrano po regijama nogometnog saveza, a četiri najuspješnije momčadi su se plasirale u završnicu.

### Završnica
Igrano 17. i 18. lipnja 1995. u Zagrebu.
Konačni poredak: 

1. Hajduk Split 

2. Varteks Varaždin 

3. Croatia Zagreb 

4. Rijeka